# Louis d'Astarac de Fontrailles
Louis d'Astarac, markis de Marestang, vicomte de Fontrailles, född i början av 1600-talet, död 1677, var en fransk memoarförfattare.
Fontrailles tog del i Cinq-Mars konspiration och flydde sedan till England, varifrån han återkom vid Richelieus död (1642). Han författade Relation des choses particulières de la cour arrivées pendant la faveur de M. de Cinq-Mars, avec sa mort et celle de M. de Thou, införd i Montrésors Mémoires (1663) samt i Michauds och Poujoulats Collections des mémoires.